# Yaren (Wahlkreis)
Yaren ist ein nauruischer Wahlkreis. Er besteht aus dem gleichnamigen Distrikt Yaren. Er entsendet 2 Mitglieder ins nauruische Parlament, welches in Yaren tagt. Dies sind seit August 2019 Charmaine Scotty und Isabella Dageago, die Kieren Keke nachfolgte.

## Wahlresultate vom 9. Juli 2016
| Kandidat         | Stimmenwert |
| ---------------- | ----------- |
| Charmaine Scotty | 340,033     |
| Kieren Keke      | 219,667     |
| Robbie Eoe       | 203,950     |
| John Mackay      | 167,150     |
| Daigon Julius    | 158,850     |
| Brian Amwano     | 144,783     |

Es wurden 504 gültige und 6 ungültige Stimmen abgegeben.